# 17163 Vasifedoseev
A 17163 Vasifedoseev (ideiglenes jelöléssel 1999 LT19) a Naprendszer kisbolygóövében található aszteroida. A LINEAR projekt keretében fedezték fel 1999. június 9-én.